# Посольство Нигерии в России
Посольство Нигерии в Москве (англ. Nigerian Embassy, Moscow) — официальная дипломатическая миссия Нигерии в России, расположенная в Москве по адресу Мамоновский переулок, дом 5.
Индекс автомобильных дипломатических номеров посольства — 053.
Чрезвычайный и Полномочный Посол Федеративной Республики Нигерии в Российской Федерации Абдуллахи Иибаиквал Шеху (с 2021 года).

## Послы
- Джордж Курубо (1967—1973)
- Хамзат Ахмаду (1975—1978)
- Сака Ойетунде Ойелеке (1981—1983)
- Юсуф Майтама Суле (1983)
- Иса Модибо (1984—1989)
- Зубейру Махмуд Казауре (1989—1991)
- Абдуллахи Сарки Мухтар (2002—2003)
- Дэн Сулейман (2006—2008)
- Тимоти Шелпиди (2008—2012)
- Ассам Эканем Ассам (2012—2018)
- Стив Дэвис Угба (2018—2021)
- Абдуллахи Иибаиквал Шеху (с 2021)

## Галерея

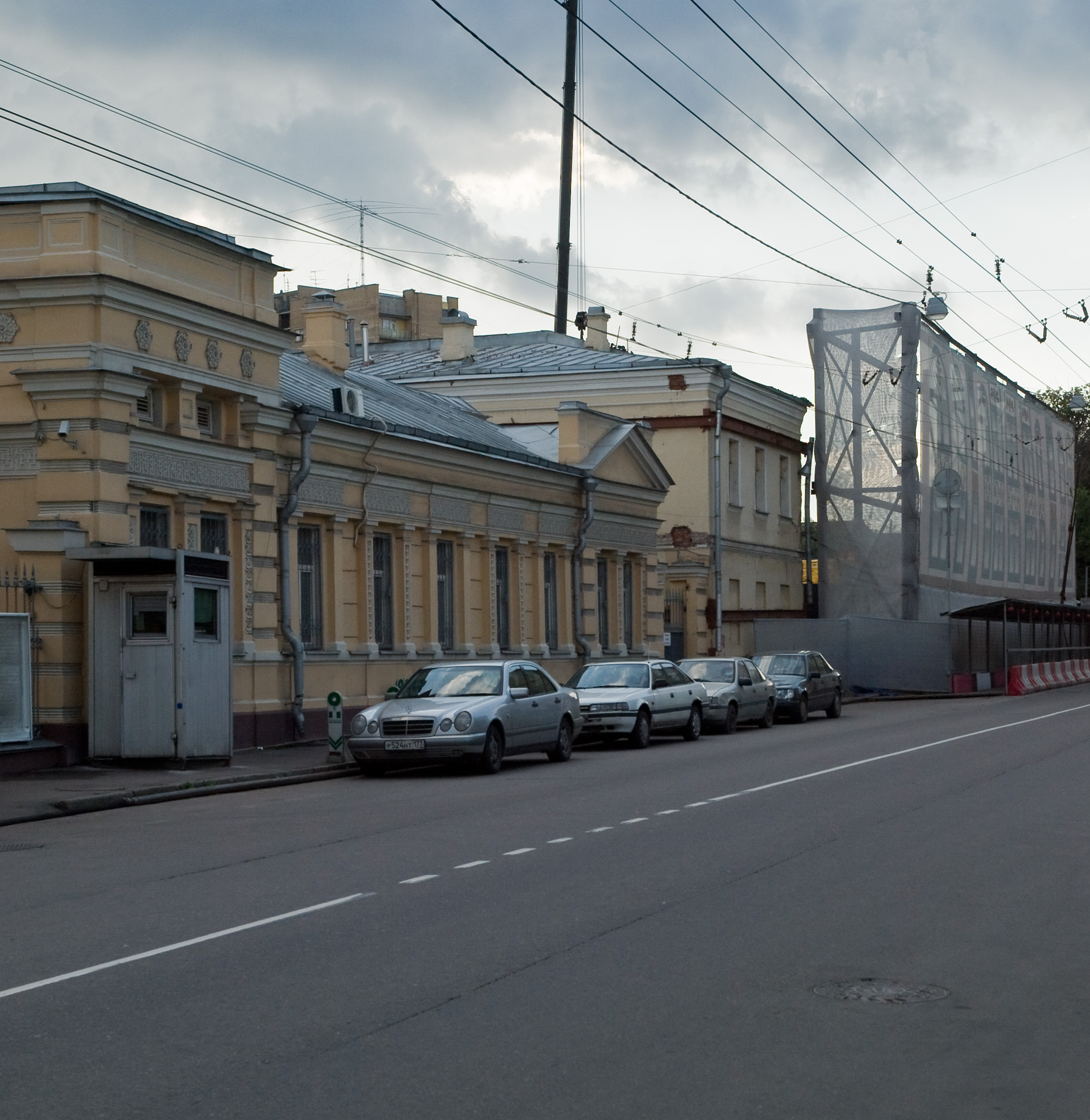
Старое здание посольства Нигерии в Москве на Малой Никитской улице